# Sphoeroides angusticeps
Sphoeroides angusticeps es una especie de peces de la familia Tetraodontidae en el orden de los Tetraodontiformes.

## Morfología
Los machos pueden llegar alcanzar los 25 cm de longitud total.
- Cos inflable.[1][2]

## Hábitat
Es un pez de mar de clima tropical y asociado a los  arrecifes de coral que vive entre 5-18 m de profundidad.

## Distribución geográfica
Es un endemismo de las islas Galápagos.

## Observaciones
Es inofensivo para los humanos.